# Aubange
Aubange är en kommun i Belgien.   Den ligger i provinsen Luxemburg och regionen Vallonien, i den sydöstra delen av landet, 180 kilometer sydost om huvudstaden Bryssel. Antalet invånare är 15 802.
Omgivningarna runt Aubange är en mosaik av jordbruksmark och naturlig växtlighet. Runt Aubange är det tätbefolkat, med 735 invånare per kvadratkilometer.